# Eocatops lapponicus
Eocatops lapponicus är en skalbaggsart som beskrevs av Waclaw Szymczakowski 1975. Eocatops lapponicus ingår i släktet Eocatops, och familjen mycelbaggar. Arten är reproducerande i Sverige.